# Centro de entendimento e cooperação judaico-cristã
O Centro de entendimento e cooperação judaico-cristã ou CJCUC é uma instituição educacional onde Cristãos que visitam Israel podem estudar a Bíblia Hebraica com rabinos Ortodoxos e aprender sobre as raízes hebraicas do Cristianismo. O Centro foi fundado em 2008, em Enfrat pelo rabino Dr. Shlomo Riskin, que recebeu a reputação de "mais importante porta-voz para Cristãos Sionistas". Eles estão em parceria com a maioria das organizações inter-religiosas Cristãs, como Cristãos Unidos por Israel e a Embaixada Internacional Cristã em Jerusalém. A missão é inspirada em Isaías 1:18: "Venham, vamos refletir juntos, diz o Senhor".

## Publicações
- "Covenant and Hope--Christian and Jewish Reflections" (Eerdmans, 2012) (em inglês) ISBN 978-0802867049
- "Plowshares into Swords? Reflections on Religion and Violence" (2014) (edição do Kindle) (em inglês) ASIN[2] B00P11EGOE
- "RETURNING TO ZION: CHRISTIAN AND JEWISH PERSPECTIVES" (2015) (edição do Kindle) (em inglês) ASIN B014J6S4NU
- "Cup of Salvation" (Gefen Publishing, 2017) (em inglês) ISBN 978-9652299352